# 鳴滝遺跡

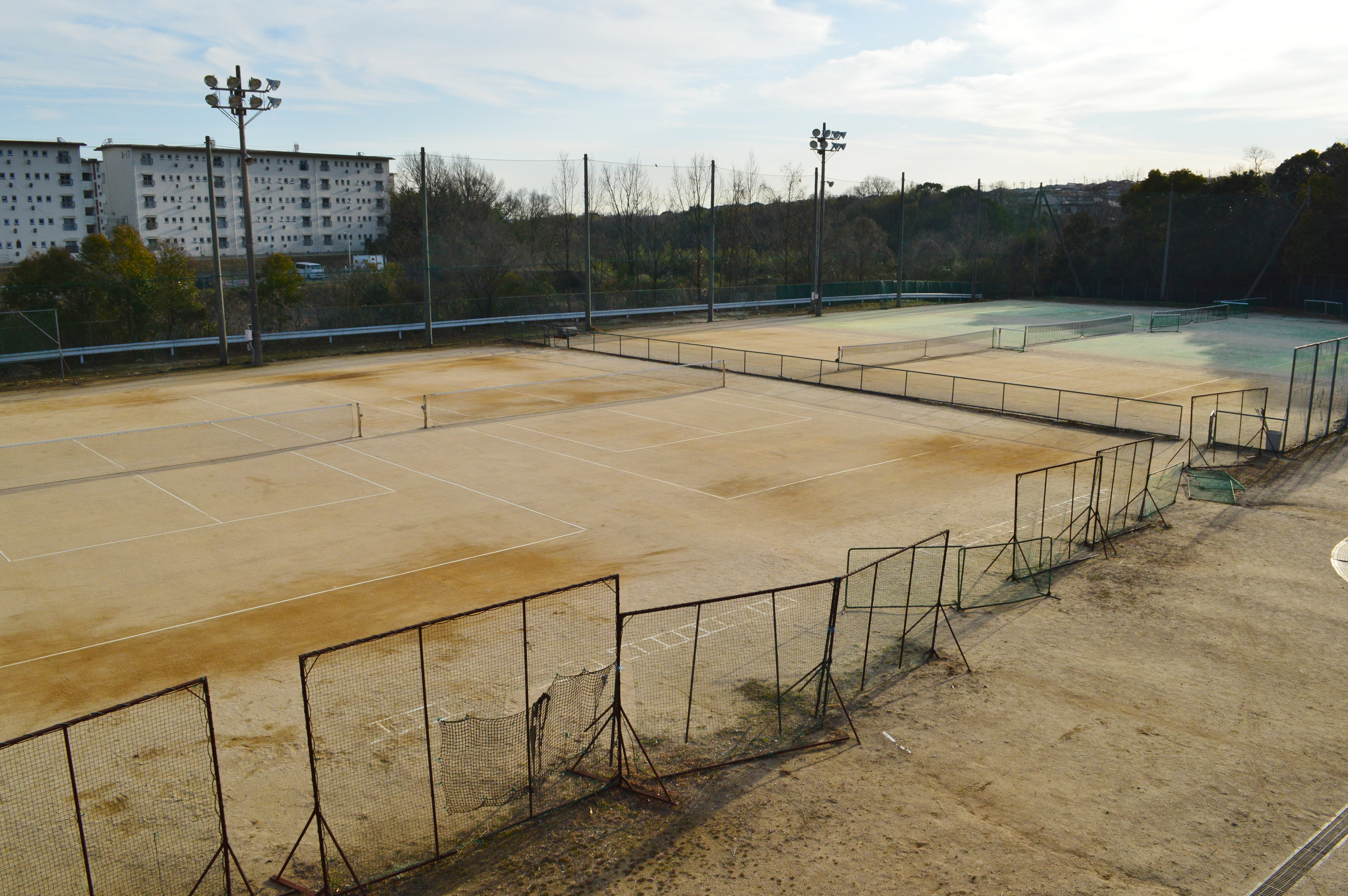
鳴滝遺跡 概観2018年3月現在、遺跡域はテニスコート利用されている。

鳴滝遺跡（なるたきいせき）は、和歌山県和歌山市善明寺にある古墳時代中期の大規模な倉庫群の遺跡。

## 概要
1982年（昭和57年）、紀ノ川河口に近い和泉山脈南麓の低丘陵地で発見された。大型の掘立柱建物7棟（西側5棟・東側2棟）が整然と並んで建てられていた。個々の建物は妻側の中央に棟持ち柱を持った桁行4間・梁間4間の切妻高床建物になっており、また大量の須恵器が出土したことから、古代豪族紀氏に関係する倉庫跡と推定されている。出土品の年代が5世紀前半に集中していることから、何らかの目的をもって短期間利用されたものであったと推定されている。
和歌山県立紀伊風土記の丘にて、特別陳列（1984/9/1 - 1984/9/30、1984/12/1 - 1988/10/2、1988/12/4 - 1989/9/23、1989/12/1 - 1990/9/30）された。